# Johann Wilhelm Mitzenius
Johann Wilhelm Mitzenius (* 24. Januar 1800 in Seeheim; † 4. Februar 1873 in Darmstadt) war ein deutscher Bibliothekar.

## Leben
Johann Wilhelm Mitzenius studierte Theologie.  Während seines Studiums wurde er 1817 Mitglied der Ehrenspiegelburschenschaft.  Nach dem Studium trat er als Gehilfe eine Stelle bei der Hofbibliothek zu Darmstadt an. Zu dieser Zeit wurde die Hofbibliothek von Andreas Schleiermacher geleitet und systematisch aufgebaut und erweitert. 1827 wurde er Sekretär und schließlich Bibliothekar an der Hofbibliothek. Nach dem Tod von Karl August Ludwig Feder wurde er 1856 dessen Nachfolger als Direktor der Hofbibliothek. Dieses Amt hatte er bis zu seinem Tod im Jahre 1873 inne.
Der Bestand der Hofbibliothek um 1865 lag bei ca. 377.000 Bänden, 74.000 Dissertationen, 3.000 Handschriften und 12.000 Karten. 1871 wurde die Großherzogliche Militärbibliothek in die Hofbibliothek integriert. Mit der Gründung der Bibliothek der TH Darmstadt 1872 trat eine Arbeitsteilung der beiden Bibliotheken in der Beschaffungspolitik ein. Die Hofbibliothek hielt sich bei der Beschaffung von technischer und naturwissenschaftlicher Literatur fortan zurück und konzentrierte sich auf die restlichen Sachgebiete.
Johann Wilhelm Mitzenius starb im Februar 1873 in Darmstadt. Er war seit 1828 verheiratet. Aus dieser Ehe ist der Theologe Adolf Mitzenius (1831–1889), die Dichterin Karoline Mitzenius (1835–1897) sowie die Pädagogin Julie Mitzenius (1840–1909) hervorgegangen.